# Campionati del mondo di atletica leggera indoor 2018 - 800 metri piani femminili

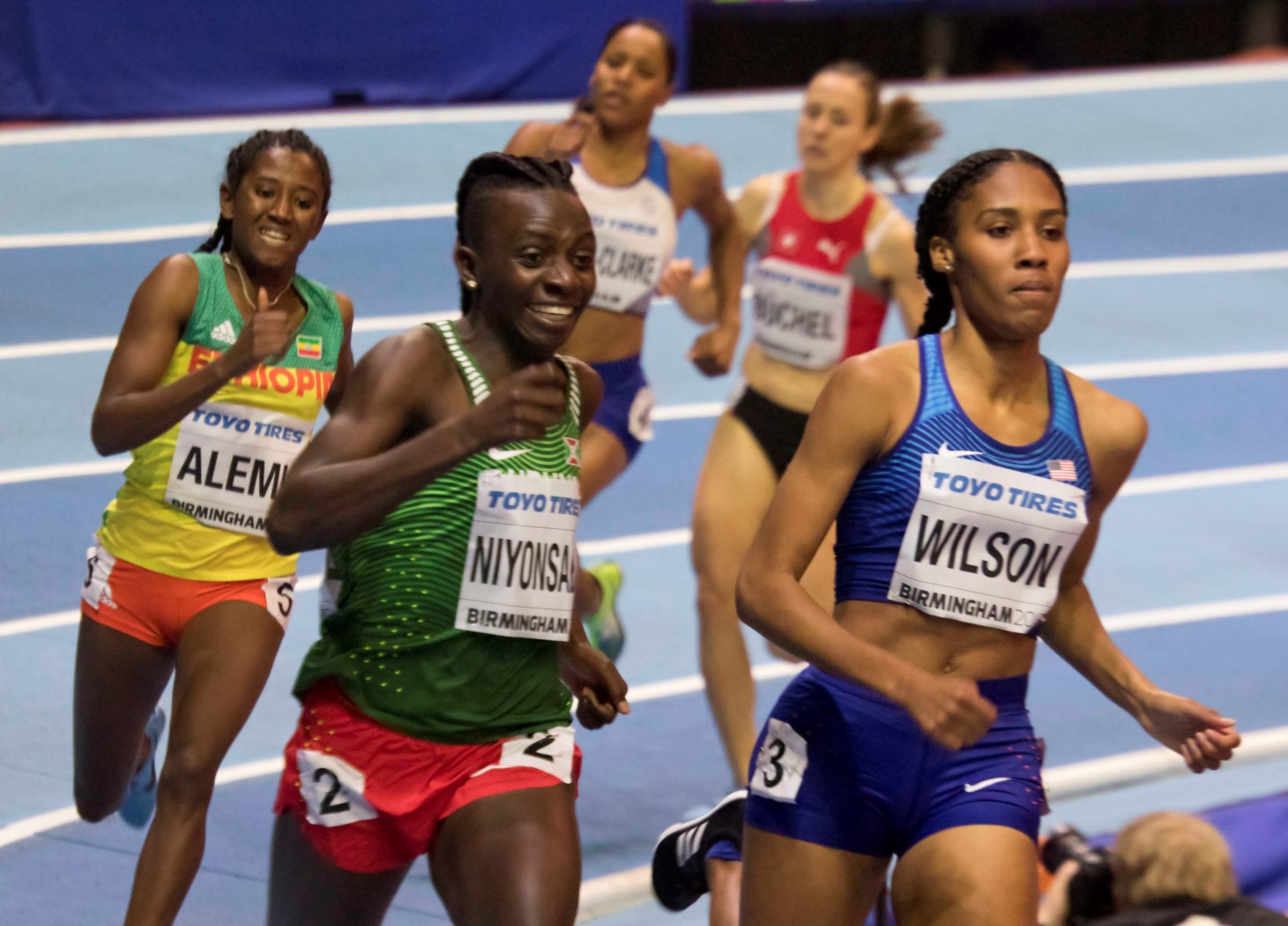
La finale

Ai Campionati del mondo di atletica leggera indoor 2018 la specialità degli 800 metri piani femminili si è svolto il 3 ed il 4 marzo. Hanno preso parte alla gara 15 atlete.

## Risultati

### Batterie
Le batterie sono cominciate il 3 marzo alle 11:50. Si qualificano alla finale la prima classificata di ogni batteria più i migliori 3 tempi recuperati.
| Class | Batteria | Corsia | Nome                  | Nazionalità   | Tempo   | Note                                     |
| ----- | -------- | ------ | --------------------- | ------------- | ------- | ---------------------------------------- |
| 1     | 3        | 2      | Francine Niyonsaba    | Burundi       | 2:00.99 | Q,                                       |
| 2     | 2        | 5      | Shelayna Oskan-Clarke | Gran Bretagna | 2:01.76 | Q                                        |
| 3     | 2        | 4      | Selina Büchel         | Svizzera      | 2:01.84 | q                                        |
| 4     | 1        | 3      | Ajeé Wilson           | Stati Uniti   | 2:01.90 | Q                                        |
| 5     | 2        | 6      | Raevyn Rogers         | Stati Uniti   | 2:02.17 | q                                        |
| 6     | 1        | 6      | Habitam Alemu         | Etiopia       | 2:02.18 | q                                        |
| 7     | 1        | 5      | Angelika Cichocka     | Polonia       | 2:02.25 |                                          |
| 8     | 3        | 6      | Natoya Goule          | Giamaica      | 2:02.49 |                                          |
| 9     | 3        | 3      | Mhairi Hendry         | Gran Bretagna | 2:02.65 |                                          |
| 10    | 1        | 4      | Līga Velvere          | Lettonia      | 2:02.98 |                                          |
| 11    | 3        | 4      | Olha Lyakhova         | Ucraina       | 2:03.81 |                                          |
| 12    | 2        | 3      | Jenna Westaway        | Canada        | 2:03.91 |                                          |
| 13    | 1        | 2      | Esther Guerrero       | Spagna        | 2:04.06 |                                          |
| 14    | 2        | 2      | Winny Chebet          | Kenya         | 2:18.31 | Miglior prestazione personale stagionale |
| N.D.  | 3        | 5      | Margaret Wambui       | Kenya         | dq      | 163.3(a)                                 |

### Finale
| Pos. | Corsia | Nome                  | Nazione       | Tempo   | Note                          |
| ---- | ------ | --------------------- | ------------- | ------- | ----------------------------- |
| 1    | 2      | Francine Niyonsaba    | Burundi       | 1:58.31 | WL                            |
| 2    | 3      | Ajeé Wilson           | Stati Uniti   | 1:58.99 | Miglior prestazione personale |
| 3    | 4      | Shelayna Oskan-Clarke | Gran Bretagna | 1:59.81 | Miglior prestazione personale |
| 4    | 5      | Habitam Alemu         | Etiopia       | 2:01.10 |                               |
| 5    | 6      | Raevyn Rogers         | Stati Uniti   | 2:01.44 |                               |
| 6    | 1      | Selina Büchel         | Svizzera      | 2:03.01 |                               |